# Phog Allen
Forrest Clare « Phog » Allen (né le 18 novembre 1885 à Jamesport - mort le 16 septembre 1974 à Lawrence) est un ancien entraîneur de basket-ball universitaire connu comme le « père de l'entraînement de basket-ball ». L'inventeur du sport, le Canadien James Naismith, lui enseigne le basket à l'université du Kansas. Phog Allen remporte trois championnats nationaux universitaires en 1922, 1923 et 1952. Il est élu au Basketball Hall of Fame en 1959.

## Biographie
C'est sous la direction de James Naismith, l'inventeur du basket-ball, qu'il évolue à l'université du Kansas. Après des débuts dans la carrière d'entraîneurs avec la Baker University, dans le Kansas, il succède en 1907 à son ancien entraîneur en prenant la direction de l'équipe de basket-ball des Jayhawks du Kansas avec laquelle il termine avec des bilans de 18 victoires, 6 défaites puis 25 victoires et 3 défaites. Durant cette dernière saison, il dirige également les Haskell Indians de Lawrence, toujours dans le Kansas. Il fait une pause dans sa carrière d'entraîneur pour faire des études d'ostéopathie. 
Revenu au basket-ball, il dirige les Warrensburg Teachers, école avec laquelle il obtient un bilan de 84 victoires, 31 défaites durant la période de 1912 à 1917. Durant la même période, il entraîne également l'équipe de football américain, 29 matchs, 17 défaites et 2 nuls. En 1919, il fait son retour dans son ancienne université du Kansas. Il remporte le titre de la Big 6 Conference de 1922 à 1927. La Helms Athletic Foundation, qui a attribué de manière rétrospective des titres de champion nationales pour la période précédant la création du championnat national de Division 1 de NCAA en 1939, désigne Kansas champion national en 1922 et 1923. Kansas remporte encore quatre titres consécutifs de la conférence, de 1931 à 1934, puis trois autres de 1936 à 1938. En 1940, après avoir remporté un nouveau titre de conférence, Kansas s'incline en finale du championnat national face aux Hoosiers de l'Indiana sur le score de 60 à 42. La saison suivante, Kansas remporte un nouveau titre de conférence, tout comme en 1942 où l'université s'incline au premier tour du tournoi national face aux Colorado Buffaloes sur le score de 46 à 44. Kansas remporte de nouveau le titre de la conférence en 1946, puis en 1950. En 1952, Kansas termine la saison avec un bilan global de 28 victoires pour 3 défaites, remportant le titre de conférence puis s'imposant lors du tournoi national face au Red Storm de St. John's sur le score de 80 à 63. L'année suivante, Kansas dispute une nouvelle finale du championnat mais s'incline face aux Hoosiers de l'Indiana sur le score de 60 à 42. Phog Allen remporte son dernier titre de conférence la saison suivante. Il quitte son poste deux saisons plus tard. Avec un bilan de 590 victoires en 809 rencontres, il est l'entraîneur comptant le plus succès dans l'histoire des Wildcats. Il figure au deuxième rang des entraîneurs de la Big 6 Conference, devenue Big 7 Conference en 1948 puis Big 8 Conference. Au total, il dirige 978 rencontres, pour 719 victoires. À son départ, il est alors l'entraîneur ayant le plus de succès. Le premier à le dépasser est Adolph Rupp, entraîneur qu'il a eu en tant que joueur. Celui-ci figure parmi une collection de futurs membres du Basketball Hall of Fame qui ont reçu cette distinction en tant qu'entraîneur et qui ont été formés par Phog Allen. Les autres membres sont Dutch Lonborg, Ralph Miller et Dean Smith. Phog allen a également dirigé plusieurs joueurs devenus membre du Hall of Fame : Paul Endacott, Bill Johnson, Clyde Lovellette. 
En 1952, il est l'assistant de Warren Womble, entraîneur des Peoria Caterpillars, lors des jeux olympiques à Helsinki. L'équipe, composée de sept joueurs de Kansas, cinq joueurs de Peoria Caterpillars et deux de Phillips 66ers remportent le titre olympique en terminant avec un bilan de huit victoires en huit rencontres devant l'URSS.